# Genie語言
Genie，一種現代通用型的高級語言，最早在2008年被發表，由 GNOME 所推動，採用GNU宽通用公共许可证。它可以在某些应用场景中作为 Vala的语法替代。它與Vala共用相同的編譯器與程式庫，兩種程式語言可以完全共用，唯一的差別在於語法的不同。
它的語法接近 Python，借助 GObject 來實現物件導向程式設計。

## 程式範例

### "Hello World"
这个例子显式的使用四个空格作为缩进。
```
[
indent
=
4
]

init

    
print
 
"Hello, world!"

```

### 对象
没有显式的缩进声明，缺省为tab。
```
class
 
Sample

	
def
 
run
()

		
stdout
.
printf
(
"Hello, world! 
\n
 "
)

init

	
var
 
sample
 
=
 
new
 
Sample
()

	
sample
.
run
()

```

## 引用
1. ↑  Jamie McCracken. . 2008. （原始内容存档于2011-08-18）.
2. ↑  .   [2022-08-30]. （原始内容存档于2022-08-30）.